# Yōji Totsuka

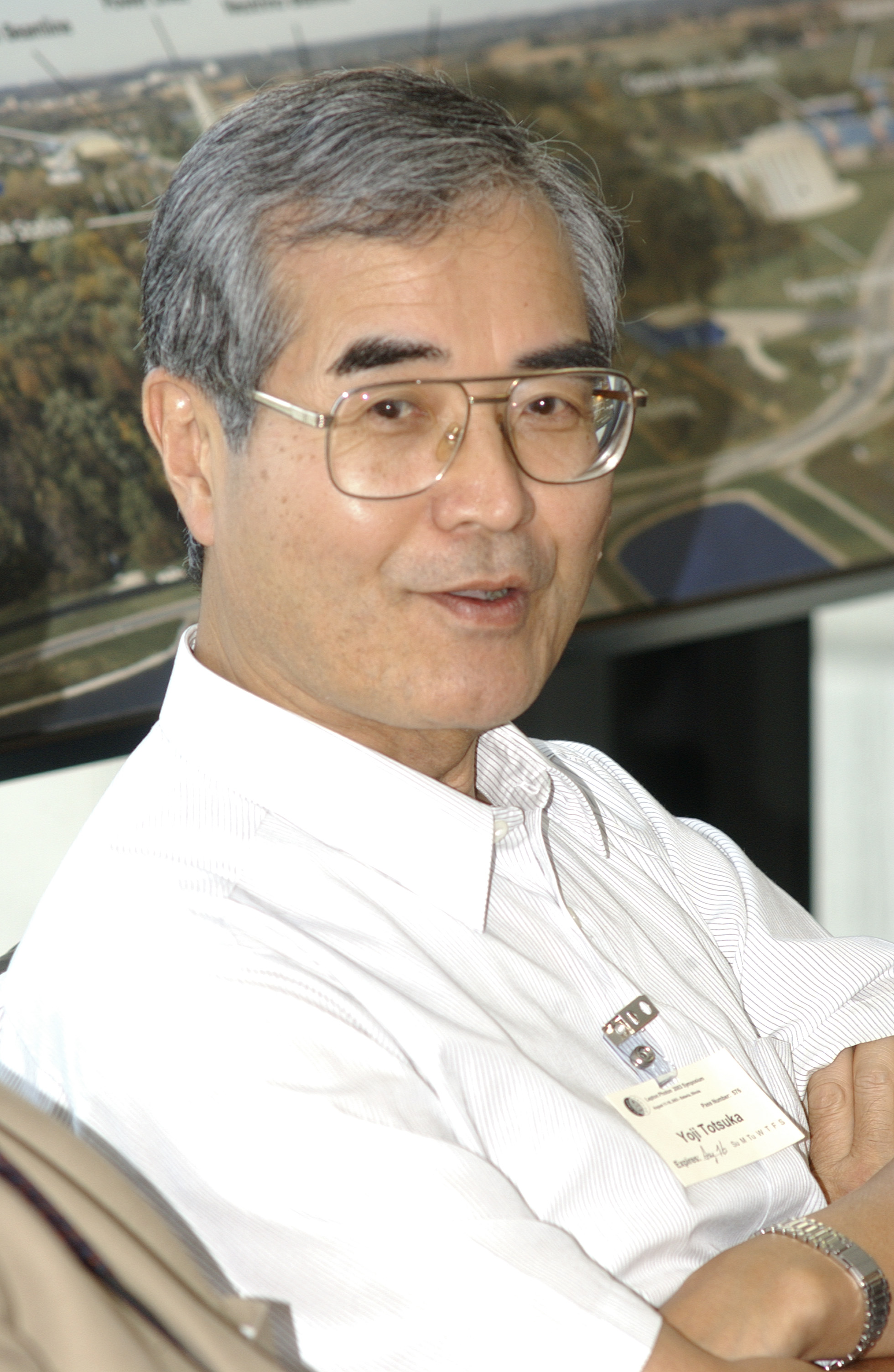
Yōji Totsuka (2003)

Yōji Totsuka (japanisch 戸塚 洋二, Totsuka Yōji; * 6. März 1942 in Fuji, Japan; † 10. Juli 2008 in Tokio) war ein japanischer Physiker.

## Leben
Im Jahre 1965 erhielt Totsuka den Bachelor of Science, 1967 seinen Master und 1972 seinen Doktor von der Universität Tokio. Im selben Jahr wurde er Gastwissenschaftler an dieser Universität. Anschließend war er von 1979 bis 1987 außerordentlicher Professor und seitdem Professor an der Universität Tokio.
Totsuka untersuchte Elektron-Positron-Kollisionen in Experimenten wie DASP am DORIS-Beschleuniger in den Jahren 1972 bis 1976 und JADE am PETRA-Beschleuniger von 1977 bis 1980. Von 1996 bis 1998 war Totsuka Mitglied des Physics Research Committee (PRC), einem international besetzten Expertengremium, das DESY zu seinem Hochenergiephysik-Forschungsprogramm berät.
Im Jahr 1998 war er Koordinator eines Experiments an den japanischen Neutrinodetektoren Kamiokande und Super-Kamiokande, als erstmals die Neutrinooszillation experimentell bestätigt wurde. Dieser Nachweis zeigte, dass Neutrinos nicht masselos sind, was für die Entwicklung des Standardmodell der Elementarteilchenphysik weitreichende Folgen hatte.
Von 2003 bis 2006 war er Generaldirektor des japanischen Forschungszentrums für Hochenergiephysik KEK.
Totsuka starb 66-jährig im Juli 2008 an Multiorganversagen als Folge einer Krebserkrankung.

## Auszeichnungen

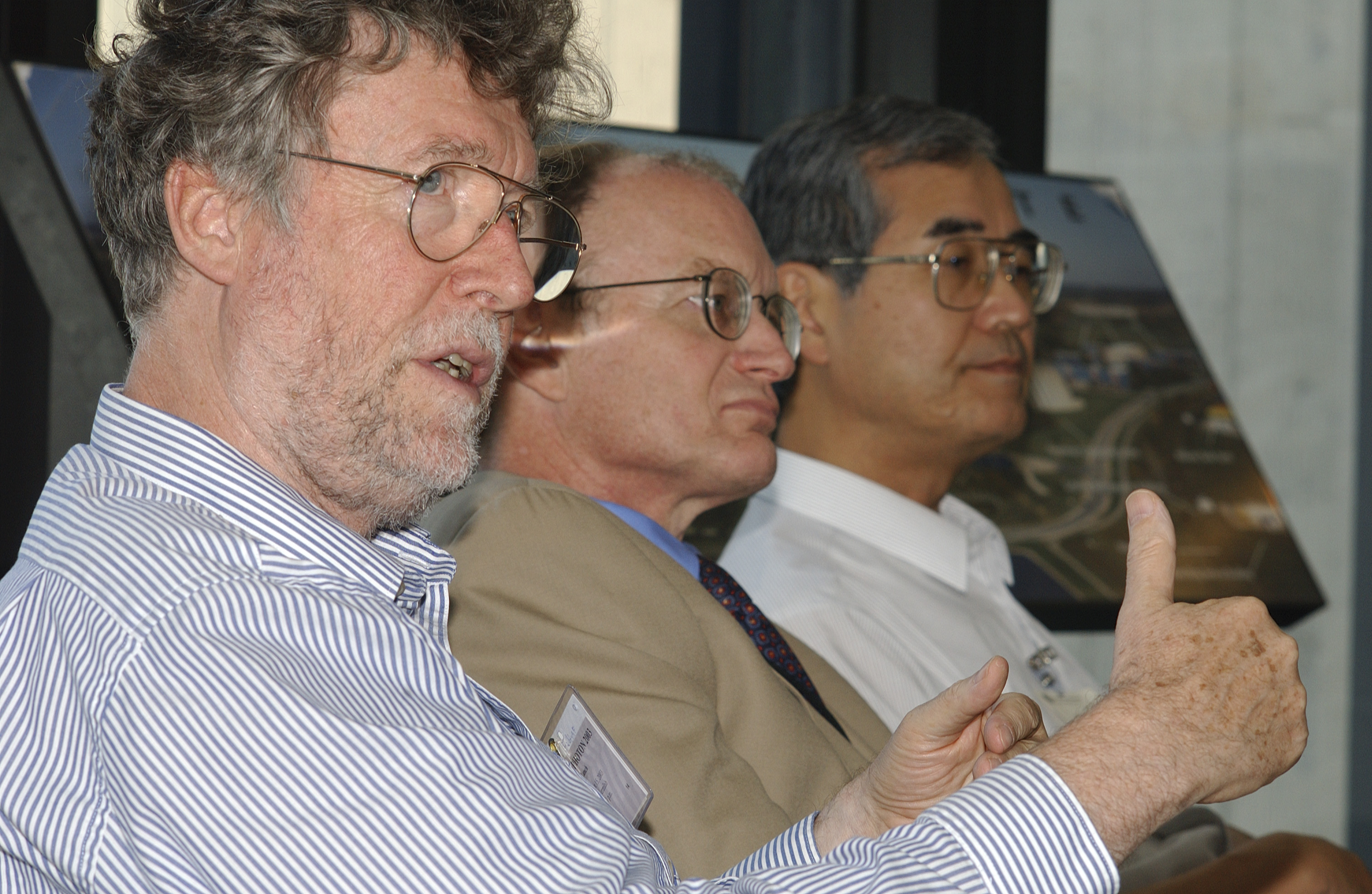
Albrecht Wagner, Michael Witherell, Yōji Totsuka (2003)

- 1987 Asahi-Preis mit dem Kamiokande-Team
- 1988 Nishina-Preis
- 1989 Bruno-Rossi-Preis der American Astronomical Society als Mitglied des Kamioka Teams
- 1990 Inoue-Preis
- 1999 Asahi-Preis für Super-Kamiokande
- 1995 EPS Special Prize der European Physical Society
- 2002 Panofsky-Preis
- 2002 Ernennung zum Bunka Kōrōsha, zur Person mit besonderen kulturellen Verdiensten
- 2003 Bruno-Pontecorvo-Preis
- 2004 Kulturorden, Japans prestigeträchtigster Preis für Kultur und Wissenschaft
- 2007 Benjamin-Franklin-Medaille

## Mitgliedschaften
- Japanische Physikalische Gesellschaft
- Japanische Astronomische Gesellschaft
- Fellow der American Physical Society (2000)